# Familia criminal de Pietraperzia
La Familia criminal de Pietraperzia es una familia criminal de la Cosa nostra con base en la ciudad de Pietraperzia, un pequeño pueblo en la provincia de Enna, en Sicilia.

## Historia
La familia mafiosa de Pietraperzia tiene raíces históricas profundas. Ya en un mapa de 1900 elaborado por Antonino Cutrera, uno de los primeros investigadores de la Mafia, la ciudad aparecía señalada como zona con presencia mafiosa. El desarrollo de la Mafia en la región se debió en parte a la ausencia del Estado, lo que permitió que la ley mafiosa predominara, al servicio de los terratenientes locales. A principios de los años 1920, estalló una guerra entre facciones rivales en Pietraperzia, causando decenas de muertes. Sin embargo, con la llegada del Fascismo y la acción del prefecto Cesare Mori, el poder de la Mafia local fue severamente debilitado.
Después de este período, la familia mafiosa de Pietraperzia permaneció en las sombras durante varias décadas, con poca información sobre sus actividades, hasta que resurgió en la década de 1980. En ese momento, la familia estaba liderada por Liborio Micciché, un masón y concejal municipal de la Democracia Cristiana en Pietraperzia, quien también actuaba como consigliere de la "Provincia" de Enna en las reuniones de la Comisión Interprovincial. A principios de los años 1990, la familia de Pietraperzia entró en guerra con la familia mafiosa de Barrafranca, liderada por Totò Saitta, lo que resultó en la muerte de los jefes de ambas familias en 1992.
Micciché fue reemplazado como jefe de la familia por Giovanni Monachino. Bajo su liderazgo, la familia mafiosa se convirtió en un actor de confianza en operaciones mafiosas de alto nivel. Según el testimonio del colaborador de justicia Leonardo Messina, entregado al juez Paolo Borsellino poco después del atentado de Capaci en mayo de 1992, varias reuniones preparatorias para los atentados se celebraron en Pietraperzia. En ellas participaron importantes jefes de la Cosa Nostra como Totò Riina, Bernardo Provenzano, Benedetto Santapaola, Piddu Madonia y Angelo Barbero. Monachino era responsable de garantizar la seguridad de estos encuentros, instalando antenas para interceptar las comunicaciones policiales y atendiendo personalmente las necesidades del propio Riina. Estas revelaciones llevaron a la “Operazione Leopardo”, el 17 de noviembre de 1992, una amplia operación policial que resultó en 203 órdenes de arresto, centradas especialmente en las provincias de Enna y Caltanissetta. Fue una de las mayores ofensivas antimafia en la historia de Italia.
A finales de 2015, las autoridades italianas lanzaron la "Operazione Kaulonia" para investigar la estructura, actividades económicas y alianzas externas de la familia mafiosa de Pietraperzia. En febrero de 2016, durante una cumbre de la Cosa Nostra en Catania, representantes de Pietraperzia, Giuseppe Marotta y Gaetano Curatolo, reafirmaron su lealtad a la poderosa mafia catanesa, lo cual fue confirmado por reuniones posteriores sobre extorsiones a empresas de telecomunicaciones. En junio de 2016, varios miembros del clan fueron arrestados por infiltrarse en obras vinculadas a la Exposición Universal de Milán de 2015, utilizando cerca de 18 millones de euros procedentes de delitos fiscales para lavar dinero e invertir en contratos públicos en el Norte de Italia. El 16 de julio de 2017, la familia asesinó a Filippo Giuseppe Marchì en Barrafranca, exchofer de Giuseppe Saitta, hijo de Tottò Saitta, en una operación planificada por los hermanos Monachino y ejecutada por miembros clave del grupo. Finalmente, el 26 de marzo de 2019, la operación culminó con la detención de 21 personas, incluidos Giovanni y Vincenzo Monachino, por delitos como asociación mafiosa, homicidio, extorsión y manipulación de contratos públicos. Un vídeo clave mostró una reunión entre líderes mafiosos de Pietraperzia y Catania, confirmando el peso de la familia de Pietraperzia dentro de la jerarquía de la Cosa Nostra.